# Pseudoleucopis
Pseudoleucopis är ett släkte av tvåvingar. Pseudoleucopis ingår i familjen markflugor.
Kladogram enligt Catalogue of Life:
| Pseudoleucopis | \| \| Pseudoleucopis aborigena \| \| \| \| \| \| Pseudoleucopis benefica \| \| \| \| \| \| Pseudoleucopis collessi \| \| \| \| \| \| Pseudoleucopis commoni \| \| \| \| \| \| Pseudoleucopis comperei \| \| \| \| \| \| Pseudoleucopis fasciventris \| \| \| \| \| \| Pseudoleucopis flavitarsis \| \| \| \| \| \| Pseudoleucopis franki \| \| \| \| \| \| Pseudoleucopis latigena \| \| \| \| \| \| Pseudoleucopis lucipeta \| \| \| \| \| \| Pseudoleucopis magnicornis \| \| \| \| \| \| Pseudoleucopis nigra \| \| \| \| \| \| Pseudoleucopis nigromontana \| \| \| \| \| \| Pseudoleucopis signata \| \| \| \| \| \| Pseudoleucopis trichaeta \| \| \| \| \| \| Pseudoleucopis vittata \| \| \| \| |
|                | \| \| Pseudoleucopis aborigena \| \| \| \| \| \| Pseudoleucopis benefica \| \| \| \| \| \| Pseudoleucopis collessi \| \| \| \| \| \| Pseudoleucopis commoni \| \| \| \| \| \| Pseudoleucopis comperei \| \| \| \| \| \| Pseudoleucopis fasciventris \| \| \| \| \| \| Pseudoleucopis flavitarsis \| \| \| \| \| \| Pseudoleucopis franki \| \| \| \| \| \| Pseudoleucopis latigena \| \| \| \| \| \| Pseudoleucopis lucipeta \| \| \| \| \| \| Pseudoleucopis magnicornis \| \| \| \| \| \| Pseudoleucopis nigra \| \| \| \| \| \| Pseudoleucopis nigromontana \| \| \| \| \| \| Pseudoleucopis signata \| \| \| \| \| \| Pseudoleucopis trichaeta \| \| \| \| \| \| Pseudoleucopis vittata \| \| \| \| |
|                | Acrometopia |
|                | |
|                | Anchioleucopis |
|                | |
|                | Anochthiphila |
|                | |
|                | Chaetoleucopis |
|                | |
|                | Chamaemyia |
|                | |
|                | Cremifania |
|                | |
|                | Echinoleucopis |
|                | |
|                | Leucochthiphila |
|                | |
|                | Leucopis |
|                | |
|                | Leucopomyia |
|                | |
|                | Lipoleucopis |
|                | |
|                | Mallochianamyia |
|                | |
|                | Melaleucopis |
|                | |
|                | Melanochthiphila |
|                | |
|                | Neoleucopis |
|                | |
|                | Notochthiphila |
|                | |
|                | Paraleucopis |
|                | |
|                | Parapamecia |
|                | |
|                | Parochthiphila |
|                | |
|                | Plunomia |
|                | |
|                | Pseudodinia |
|                | |
|                | Toropamecia |
|                | |
|                | Pseudoleucopis aborigena |
|                | |
|                | Pseudoleucopis benefica |
|                | |
|                | Pseudoleucopis collessi |
|                | |
|                | Pseudoleucopis commoni |
|                | |
|                | Pseudoleucopis comperei |
|                | |
|                | Pseudoleucopis fasciventris |
|                | |
|                | Pseudoleucopis flavitarsis |
|                | |
|                | Pseudoleucopis franki |
|                | |
|                | Pseudoleucopis latigena |
|                | |
|                | Pseudoleucopis lucipeta |
|                | |
|                | Pseudoleucopis magnicornis |
|                | |
|                | Pseudoleucopis nigra |
|                | |
|                | Pseudoleucopis nigromontana |
|                | |
|                | Pseudoleucopis signata |
|                | |
|                | Pseudoleucopis trichaeta |
|                | |
|                | Pseudoleucopis vittata |
|                | |

|  | Pseudoleucopis aborigena    |
|  |                             |
|  | Pseudoleucopis benefica     |
|  |                             |
|  | Pseudoleucopis collessi     |
|  |                             |
|  | Pseudoleucopis commoni      |
|  |                             |
|  | Pseudoleucopis comperei     |
|  |                             |
|  | Pseudoleucopis fasciventris |
|  |                             |
|  | Pseudoleucopis flavitarsis  |
|  |                             |
|  | Pseudoleucopis franki       |
|  |                             |
|  | Pseudoleucopis latigena     |
|  |                             |
|  | Pseudoleucopis lucipeta     |
|  |                             |
|  | Pseudoleucopis magnicornis  |
|  |                             |
|  | Pseudoleucopis nigra        |
|  |                             |
|  | Pseudoleucopis nigromontana |
|  |                             |
|  | Pseudoleucopis signata      |
|  |                             |
|  | Pseudoleucopis trichaeta    |
|  |                             |
|  | Pseudoleucopis vittata      |
|  |                             |